# Ulf Moen
Ulf Moen (6 aprile 1958) è un ex calciatore norvegese, di ruolo attaccante.

## Carriera

### Club
Moen giocò per l'Odd, prima di passare al Bryne. Esordì con questa maglia il 27 aprile 1985, nel pareggio per 1-1 contro il Lillestrøm. La prima rete arrivò il 4 maggio 1986, nella vittoria per 4-1 sul Kongsvinger.

### Nazionale
Conta 4 presenze per la Norvegia. Debuttò il 26 settembre 1984, subentrando a Joar Vaadal nella sconfitta per 1-0 contro la Danimarca.